# Builth Wells

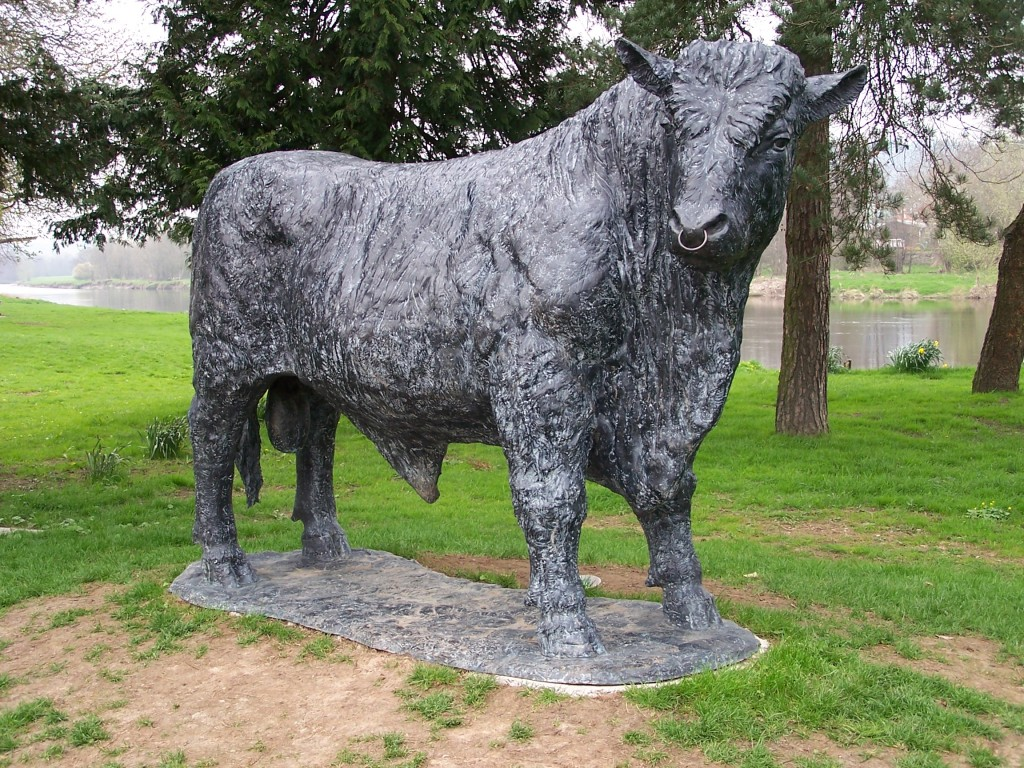
Bronze-Bulle in Builth Wells

Builth Wells (walisisch: Llanfair ym Muallt) ist eine Stadt in der walisischen Unitary Authority Powys am Fluss Wye. Unter dem Namen Builth bildet es auch eine eigene Community.
Builth Wells ist bekannt für die Royal Welsh Show, eine Landwirtschaftsausstellung, die alljährlich in der Nähe des Ortes abgehalten wird.

## Geschichte
Buallt oder Buellt war ursprünglich der Name eines walisischen Kleinkönigreichs. Der Name soll von den walisischen Wörtern bu und allt stammen, was übersetzt Der wilde Ochse von den bewaldeten Hängen heißen soll. Das Cantref erstreckte sich zwischen den Flüssen Wye und Tywi und im Norden bis Erword und Llanwrtyd. Die walisische Herrschaft wurde um 1095 von dem anglonormannischen Baron Philip de Braose erobert, der um 1100 zur Sicherung seiner Herrschaft an einem strategisch wichtigen Übergang über den Wye eine erste Burg errichtete. Um die Builth Castle genannte Burg entstand eine englische Siedlung, die nach der außerhalb der Burgmauern erbauten Kirche St Mary Llanfair ym Muellt (walisisch für St Mary in the Cantref of Builth) genannt wurde. Builth Castle war im 12. und 13. Jahrhundert häufig zwischen Anglonormannen bzw. Engländern und Walisern umkämpft und schließlich um 1260 völlig zerstört. Während der Eroberung von Wales durch König Eduard I. wurde die Burg als steinerne Festung neu errichtet, gleichzeitig erhielt die Siedlung 1277 eine Royal Charter und wurde zum Borough erhoben. Im Dezember 1282 wurde nahe der Stadt im heutigen Vorort Cilmeri Llywelyn ap Gruffydd, der letzte Herrscher eines unabhängigen Wales, in einem Hinterhalt von den Engländern getötet.
Der Name des Cantrefs wurde schließlich auf die Stadt übertragen und zu Builth anglisiert. Durch einen großen Stadtbrand am 27. Dezember 1690 wurden über 40 Häuser zerstört. Zum Wiederaufbau der Stadt wurden die Reste der verfallenen Burg als Steinbruch genutzt, so dass heute nur noch Erdwälle von der einst mächtigen Festung zeugen.
Die kleine Marktstadt hatte um 1800 fast 700 Einwohner. Durch den Bau einer neuen Brücke über den Wye 1779 und durch den Bau einer durch Builth führenden Straße von Nord- nach Südwales 1820 gewann die Stadt im 19. Jahrhundert rasch an Bedeutung. Durch die 1740 erstmals erwähnten Mineralquellen wurde die Stadt ab 1830 zu einem lokalen Kurort. Für den Badebetrieb entstanden die Park Wells mit einer Saline und die Glanne Wells mit einer Schwefelquelle. In den 1860er Jahren erhielt die Stadt einen Eisenbahnanschluss, und der Stadtname wurde wegen des Badebetriebs zu Builth Wells erweitert.
Der Badebetrieb hat heute keine Bedeutung mehr, doch die kleine Stadt ist ein wirtschaftliches und Verwaltungszentrum des nördlichen Brecknockshire. Die Stadt ist überörtlich bekannt für die Royal Welsh Show, die auf dem Royal Welsh Showground stattfindet (obwohl dieser eigentlich schon am anderen Flussufer auf dem Gebiet der Nachbargemeinde Llanelwedd (ehemals Radnorshire; siehe Traditionelle Grafschaften von Wales) liegt).
Das städtische Postamt war eines der wenigen, die den seltenen Stempel von König Eduard VIII. benutzten, dem ungekrönten König, dessen Abdankung 1936 zu einer Verfassungskrise führte.

## Verkehr

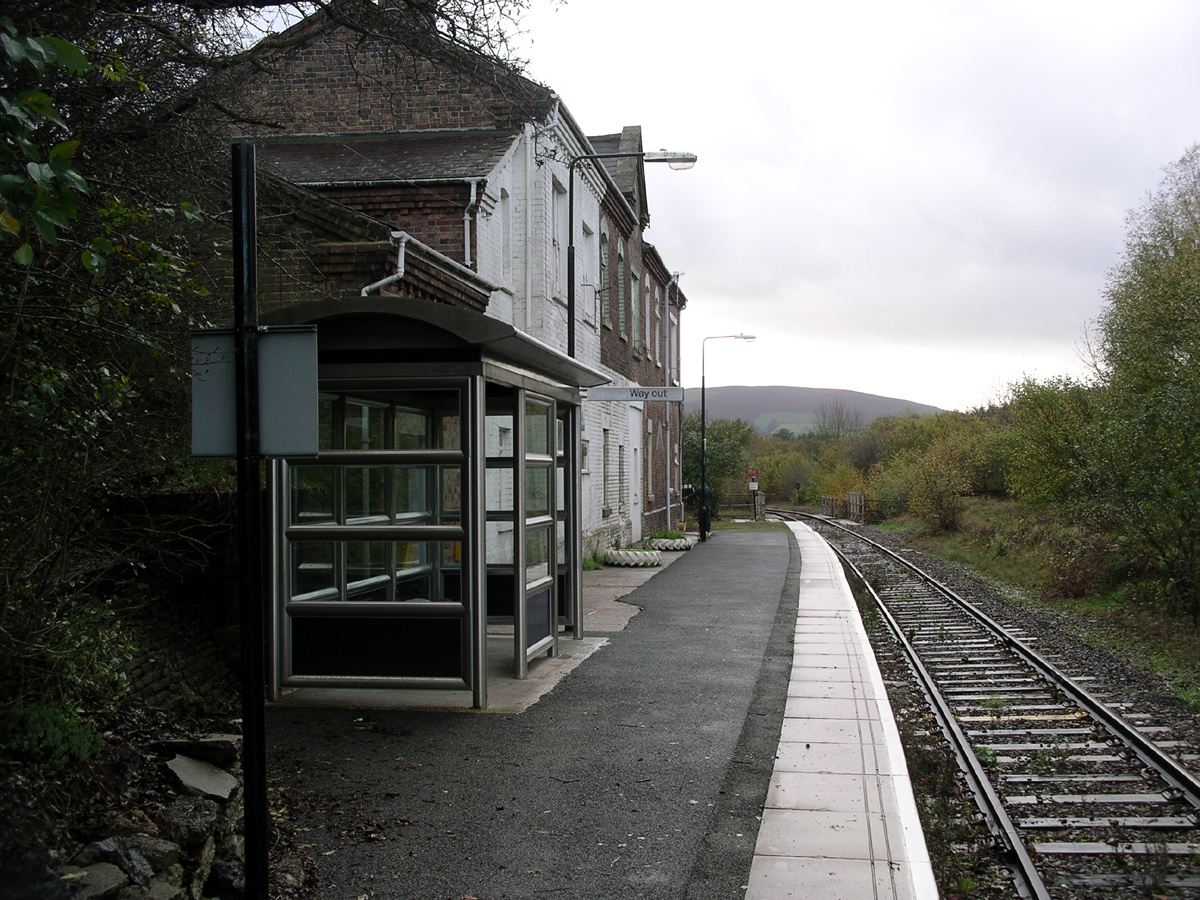
Bahnhof Builth Road

Der Bahnhof Builth Road wird von der Heart of Wales Railway angefahren und liegt etwa 1,5 km nördlich der Stadt, nachdem der ursprüngliche zentraler liegende Bahnhof der Mid-Wales Railway durch die Einstellung des Betriebes auf der Bahnstrecke Llanidloes–Talyllyn Junction infolge der Stilllegungsmaßnahmen durch die Beeching-Axt nicht mehr genutzt werden kann. Eine der Hauptfernstraßen von Wales, die A483, passiert mittlerweile die Stadt auf der alten Bahntrasse. Geplant ist, entlang der Straße einen Radweg anzulegen, der zukünftig die Stadt mit Swansea verbindet. Etwa 20 km sind davon bereits angelegt.

## Persönlichkeiten
- Kevin Sheedy (* 1959), irischer Fußballspieler
- Lowri Thomas (* 1999), Bahnradsportlerin